# Махамбет (Западно-Казахстанская область)
Махамбет (каз. Махамбет, до 2004 г. — Чапово) — село в Байтерекском районе Западно-Казахстанской области Казахстана. Административный центр Махамбетского сельского округа. Код КАТО — 274465100.

## Население
В 1999 году население села составляло 1674 человека (790 мужчин и 884 женщины). По данным переписи 2009 года, в селе проживало 1859 человек (899 мужчин и 960 женщин).